# وقت بودن
وقتِ بودن فیلمی از جلیل سامان است که به دلایل نامعلوم هنوز اکران نشده و در آرشیو صداوسیما باقی مانده‌است.
سامان این فیلم را به‌صورت رمان نیز منتشر کرده‌است. فیلم بردار ایرج عاشوری است.

## جوایز
- بهترین فیلم‌نامه جشن خانه سینما
- سیمرغ زرین بهترین فیلم‌نامه اول جشنواره فیلم فجر
- دیپلم افتخار بهترین فیلم‌نامه جشنواره فیلم فجر
- دیپلم افتخار بهترین بازیگر نقش اول جشنواره فجر[۳]